# Drosopigí (ort i Grekland, Västra Makedonien)
Drosopigí (Belkaméni, Drosopigi) är en ort i Grekland.   Den ligger i prefekturen Nomós Florínis och regionen Västra Makedonien, i den norra delen av landet, 400 km nordväst om huvudstaden Aten. Drosopigí ligger 935 meter över havet och antalet invånare är 239.
Terrängen runt Drosopigí är varierad. Runt Drosopigí är det ganska glesbefolkat, med 23 invånare per kvadratkilometer. Närmaste större samhälle är Florina, 11,0 km norr om Drosopigí. I omgivningarna runt Drosopigí växer i huvudsak lövfällande lövskog.